# Sana (rivière)
Pour les articles homonymes, voir Sana.
La Sana est une rivière au nord-ouest de la Bosnie-Herzégovine et un affluent droit de l'Una. Sa longueur est de 146 km.
La Sana appartient au bassin versant de la mer Noire. Son propre bassin couvre une superficie de 3 370 km2. Elle n'est pas navigable.

## Nom
D'après la légende, le nom de la rivière serait liée au latin sana, qui renvoie à la notion de santé.

## Parcours
La Sana naît de quatre sources qui jaillissent dans un plateau karstique de la Bosanska Krajina, à proximité des villages de Donja Pecka et Jasenovi Potoci, non loin de la ville de Šipovo ; après un parcours d'environ 1,5 km, ces ruisseaux se réunissent pour former la Sana, qui se dirige ensuite vers la ville de Ključ selon une direction sud-nord qu'elle maintiendra sur de nombreux kilomètres. À la hauteur de Vrhpolje, la rivière reçoit sur sa gauche les eaux de son principal affluent, la Sanica, en provenance du mont Grmeč, puis elle poursuit sa course jusqu'à la ville de Sanski Most, où la Zdena mêle ses eaux aux siennes, puis elle gagne la ville de Prijedor, où elle reçoit son principal affluent droit, la Gomjenica ; 300 m après cette confluence, elle oriente sa course en direction de l'ouest jusqu'à Novi Grad (Bosanski Novi) où elle se jette dans l'Una. Entre Prijedor et Novi Grad, la rivière sert de frontière naturelle aux deux régions historiques de Potkozarje et de Podgrmeč.